# Epophthalmia yagasakii
Epophthalmia yagasakii är en trollsländeart som beskrevs av Eda 1986. Epophthalmia yagasakii ingår i släktet Epophthalmia och familjen skimmertrollsländor. Inga underarter finns listade i Catalogue of Life.